# Gens Veturia
La gens Veturia (in latino arcaico Voturia, e  anche Votusia) è una delle più antiche famiglie patrizie romane, facente parte delle cento gentes originarie ricordate dallo storico Tito Livio.

## Origine e territorio
La gens Veturia è menzionata anche dall'illustre romanista Theodor Mommsen come una delle più antiche famiglie romane in quanto diede il proprio nome ad una delle Tribù rustiche, l'omonima Tribù Veturia, alla quale erano ascritti i territori di Ostia, Cere, Piacenza e Bergomum. L'antichità della gens Veturia è peraltro desumibile dal suo stesso nomen, derivato dall'aggettivo latino vetus, che significa "antico", "vecchio".

## Storia
Secondo una tradizione l'origine della gens Veturia sarebbe collocata territorialmente nella zona dell'Aniene, quindi in rapporto con i Sabini. L'origine sabina della gens Veturia si desumerebbe altresì dalla storia di un suo personaggio leggendario, Mamurio Veturio. Costui fu un abile fabbro, che venne incaricato dal re Numa Pompilio di realizzare undici perfette copie dello scudo sacro provenutogli dal cielo, l'ancile, per impedire che potesse essere trafugato. Infatti la ninfa Egeria aveva rivelato a Numa che finché l'ancile fosse rimasto a Roma, questa avrebbe sempre trionfato sui suoi nemici. Questi dodici scudi sacri (tra i quali il vero ancile) vennero affidati in custodia ad un collegio di dodici sacerdoti costituito per l'occasione da Numa, i Salii. Mamurio Veturio non volle accettare alcuna ricompensa in denaro per il suo lavoro, ma chiese a Numa Pompilio l'onore di essere ricordato nel canto dei Salii, il Carmen Saliare, e venne accontentato. Così durante i loro rituali i Salii invocavano questo Mamurio, ed in suo onore la festa del 14 marzo (corrispondente al capodanno dell'antico calendario romano), già chiamata Equirria, prese il nome di Mamuralia. Durante questa importante festa popolare Mamurio Veturio, rappresentato come un vecchio vestito di pelli impersonava l'anno ormai trascorso, che veniva cacciato dalla folla a colpi di bastone per far posto all'anno nuovo.
Da questa suggestiva tradizione alcuni studiosi traggono due considerazioni: in primo luogo che il nome stesso di Mamurio Veturio (per la presenza del cognome in età regia) costituisca un chiaro indizio della sua origine sabina; in secondo luogo che tale origine possa spiegare i suoi ottimi rapporti con Numa Pompilio, che dapprima gli manifestò la massima fiducia affidandogli il prezioso Ancile per eseguirne le copie; per giunta a lavoro ultimato Numa gli avrebbe accordato l'alto onore di essere ricordato nel Carmen Saliare. Questi elementi costituirebbero dunque per gli studiosi degli indizi convincenti a sostegno della tesi circa l'origine Sabina della gens Veturia.
Sembra inoltre che i Veturii abbiano avuto uno stanziamento o comunque un rapporto abitativo con la città di Praeneste (l'odierna Palestrina), dove si trova una tomba del VII secolo a.C., la famosa Tomba Bernardini, in cui è stata rinvenuta una coppa d'argento riportante l'iscrizione Votusia, latina ma etruscheggiante , forma arcaica per Voturia.
La gens Veturia si divise in diversi rami quali i Crassi, i Gemini, i Cicurini, i Calvini ed i Filoni, i cui membri ricoprirono importanti magistrature, dal V secolo a.C. in poi.

## Personaggi illustri
Tra questi personaggi ricordiamo:
- Gaio Veturio Gemino Cicurino, console nel 499 con Tito Ebuzio Helva.
- Tito Veturio Gemino Cicurino, console nel 494 con Aulo Verginio Tricosto Celiomontano e nel 462 a.C. con Lucio Lucrezio Tricipitino.
- Veturia, madre di Coriolano, (V secolo a.C.), assieme alla nuora Volumnia convinse il leggendario eroe della gens Marcia, già conquistatore dei Volsci, a deporre le armi contro Roma, dissuadendolo dal desiderio di vendicarsi contro la patria ingrata che lo aveva ingiustamente esiliato.
- Gaio Veturio Cicurino, console nel 455 a.C. con Tito Romilio Roco Vaticano, della gens Romilia.
- Tito Veturio Crasso Cicurino, nel 451 a.C. fece parte dei decemviri legibus scribundis, e quindi contribuì alla stesura del primo codice scritto di Roma, le leggi delle XII tavole, a sostegno dei diritti della plebe.
- Spurio Veturio Crasso Cicurino, tribuno militare con potestà consolare nel 417 a.C.
- Marco Veturio Crasso Cicurino, tribuno militare con potestà consolare nel 399 a.C.
- Gaio Veturio Crasso Cicurino, tribuno militare con potestà consolare nel 377 e nel 369 a.C.
- Lucio Veturio Crasso Cicurino, tribuno militare con potestà consolare nel 367 e nel 368 a.C.
- Tiberio Veturio Calvino, console nel 334 e nel 321 a.C. sempre con Spurio Postumio Albino Caudino
- Lucio Veturio Filone, console suffetto nel 220 a.C.
- Lucio Veturio Filone, console nel 206  con Quinto Cecilio Metello.